# Pir Sultan Abdal
Pir Sultan Abdal (1480 - 1550). Poeta, místico, trovador y héroe de la resistencia. Se conoce muy poco acerca de este autor que vivió a lo largo del siglo XVI pero sus poemas y hazañas sobre su persona fueron transmitidos durante siglos por la cultura popular Aleví. Su verdadero nombre era probablemente Haydar y su familia procedía probablemente de Azerbaiyán aunque nació en Banaz un pueblo de Anatolia (en la actual provincia de Sivas). Su identidad aleví le hizo adoptar el Bektasismo cuando conoció diversas órdenes religiosas Bektaşi. Se sabe que estuvo implicado en actividades de resistencia contra la crueldad del gobierno Otomano de la época. Finalmente fue capturado y ahorcado por el gobernante de la zona Deli Hizir Pasa. Su nombre Pir Sultán Abdal, que significa El Santo Derviche Sultán, muestra la importancia que se le da a este personaje en la cultura popular de Anatolia. Sus enseñanzas en las cuales se le otorga a la humanidad un papel muy importante así como su carácter místico en combinación con su resistencia frente la injusticia han hecho de él una leyenda en la cultura de Anatolia. Fue una de las primeras personas que usaron el turco, sin influencia persa o árabe, en sus obras. Sus poemas tienen elementos característicos como la vida, la muerte, la humanidad, la justicia, la naturaleza, el amor y el misticismo.

## Ejemplo de su poesía
Gelmiş İken Bir Habercik Sorayım 
Niçin Gitmez Yıldız Dağı Dumanın 
Gerçek Erenlere Yüzler Süreyim 
Niçin Gitmez Yıldız Dağı Dumanın 
Alçağında Al Kırmızı Taşın Var 
Yükseğinde Turnaların Sesi Var 
Ben De Bilmem Ne Talihsiz Başın Var 
Niçin Gitmez Yıldız Dağı Dumanın 
Benim Şah'ım Al Kırmızı Bürünür 
Dost Yüzün Görmeyen Düşman Bilinir 
Yücesinden Şah'ın İli Görünür 
Niçin Gitmez Yıldızdağı Dumanın 
El Ettiler Turnalar Bazlara 
Dağlar Yeşillendi Döndü Yazlara 
Çiğdemler Taşınsın Söylen Kızlara 
Niçin Gitmez Yıldız Dağı Dumanın 
Şah'ın Bahçesinde Gonca Gül Biter 
Anda Garip Garip Bülbüller Öter 
Bunda Ayrılık Var Ölümden Beter 
Niçin Gitmez Yıldız Dağı Dumanın 
Ben De Bildim Su Dağların Sahisin 
Gerçek Erenlerin Nazargâhısın 
Abdal Pir Sultan’ın Seyrangâhısın 
Niçin Gitmez Yıldız Dağı Dumanın  
- Datos: Q557642
- Multimedia: Pir Sultan Abdal / Q557642